# مدينة

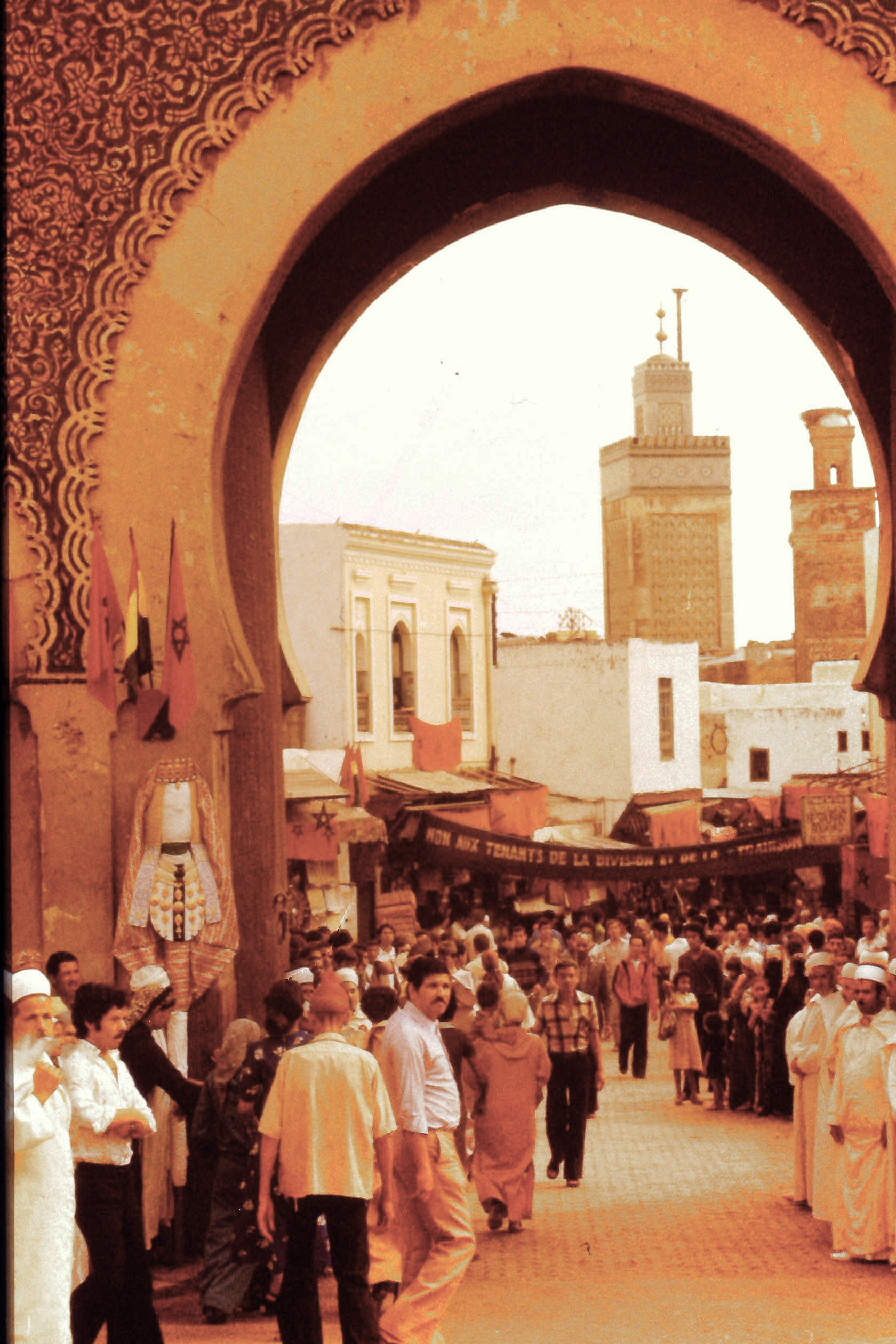
قصبة مدينة عتيقة في المغرب.

المدينة (الجمع: مُدُن ومَدَائِن) هي مستوطنة بشرية ذات حجم كبير. ولمصطلح «مدينة» معانٍ مختلفة حول العالم وفي بعض الأماكن يمكن أن تكون المستوطنة صغيرة جدًا. حتى عندما يقتصر المصطلح على المستوطنات الأكبر حجمًا لا يوجد تعريف متفق عليه عالميًا للحدود الدنيا لحجم المدن. وبمعنى أضيق يمكن تعريف المدينة على أنها مكان مكتظ بالسكان دائمًا وله حدود محددة إداريًا ويعمل أعضاؤه بشكل أساسي في مهن غير زراعية. وتمتلك المدن بشكل عام أنظمة واسعة للإسكان، والنقل، والصرف الصحي، والمرافق، واستخدام الأراضي، وإنتاج السلع، والاتصالات. وتسهل كثافتها التفاعل بين الأشخاص والمنظمات الحكومية والشركات، مما يفيد أحيانًا أطرافًا مختلفة في العملية، مثل تحسين كفاءة توزيع السلع والخدمات.
تاريخيًا كان سكان المدن يمثلون نسبة صغيرة من البشرية بشكل عام، ولكن بعد قرنين من التحضر السريع وغير المسبوق يعيش الآن أكثر من نصف سكان العالم في المدن، الأمر الذي كان له عواقب وخيمة على الاستدامة العالمية. وعادةً ما تشكل المدن الحالية قلب المناطق الكبرى والمناطق الحضرية، مما يؤدي إلى خلق العديد من المتنقلين الذين يسافرون نحو مراكز المدن للعمل والترفيه والتعليم. ومع ذلك في عالم يتسم بالعولمة المتزايدة أصبحت جميع المدن متصلة عالميًا بدرجات متفاوتة خارج هذه المناطق. ويعني هذا التأثير المتزايد أن للمدن أيضًا تأثيرات كبيرة على القضايا العالمية، مثل التنمية المستدامة، وتغير المناخ، والصحة العالمية. وبسبب هذه التأثيرات الرئيسية على القضايا العالمية أعطى المجتمع الدولي الأولوية للاستثمار في المدن المستدامة من خلال الهدف الحادي عشر من أهداف التنمية المستدامة. ونظرًا إلى كفاءة النقل واستهلاك الأراضي الأقل فإن المدن الكثيفة لديها القدرة على أن يكون لها بصمة بيئية أصغر لكل ساكن من مناطق ذات كثافة سكانية منخفضة. ولذلك غالبًا ما يُشار إلى المدن المتراصة على أنها عنصر حاسم في مكافحة تغير المناخ. ومع ذلك يمكن أن يكون لهذا التركيز أيضًا بعض النتائج السلبية الكبيرة، مثل تكوين جزر حرارية حضرية، وتركيز التلوث، والضغط على إمدادات المياه والموارد الأخرى.

## تاريخها
لم يتفق العلماء أو المؤرخون على مستوطنة محددة لتعدّ أول مدينة في التاريخ، بل لم يتفقوا على تسمية المستوطنات مدناً أو قرى، إلا أن أقدم المدن التي اكتشفت آثارها موجودة في الوطن العربي في الخليج العربي والعراق والشام ومصر القديمة والمغرب العربي.

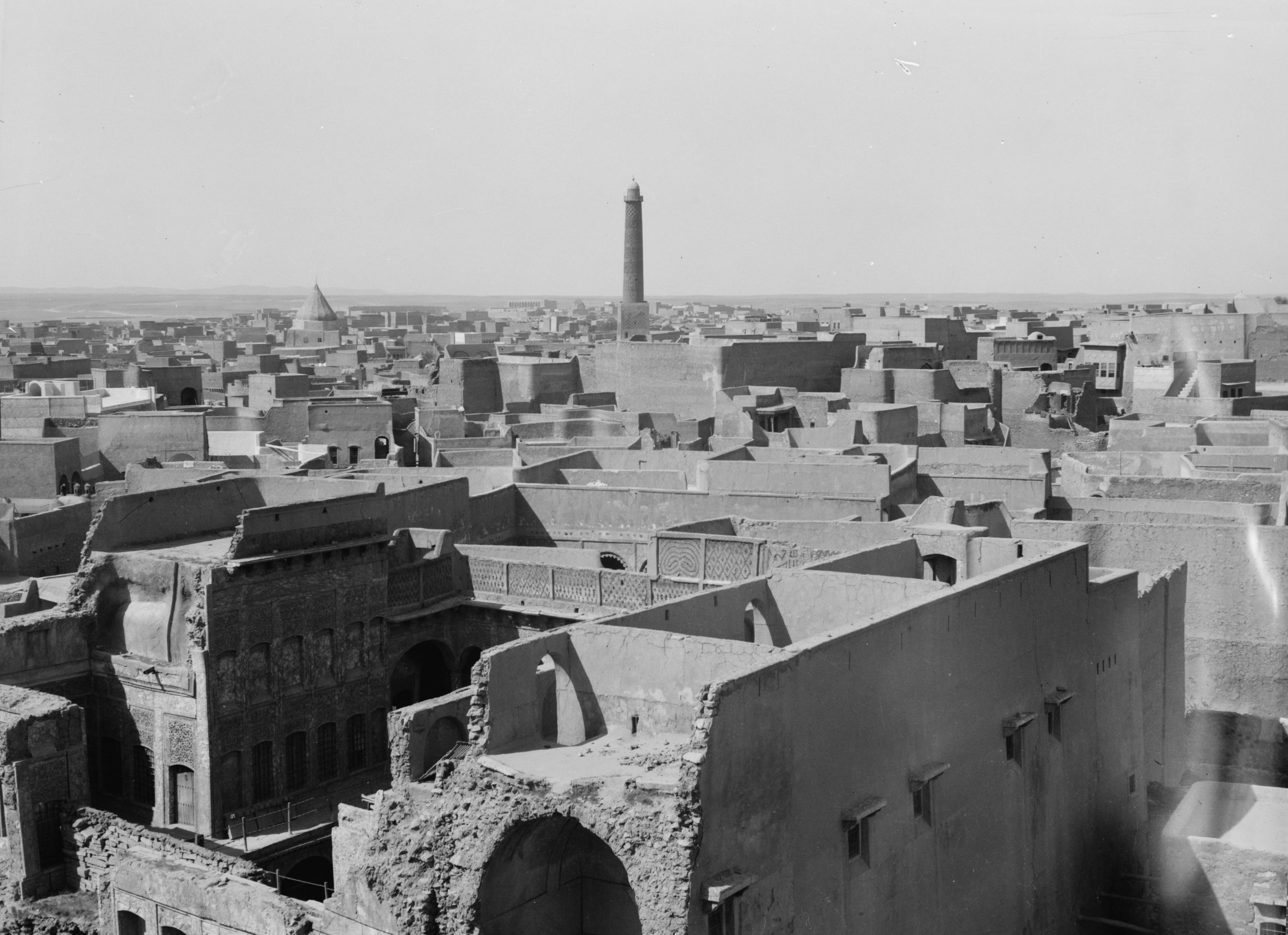
مدينة الموصل سنة 1932م.

بالرغم من وجود آثار مستوطنات في المنطقة تعود إلى العصر الحجري قبل أكثر من 12,000 سنة، إلا أنها كانت مجرد قرى صغيرة ولم تصبح مدنا حتى الألفية الخامسة قبل الميلاد. بحلول منتصف الألفية الرابعة قبل الميلاد ظهرت مدن أخرى في حضارة وادي السند وفي الصين. المدن الأغريقية بدأ ظهورها في الألفية الثانية قبل الميلاد.

## مميزات المدن

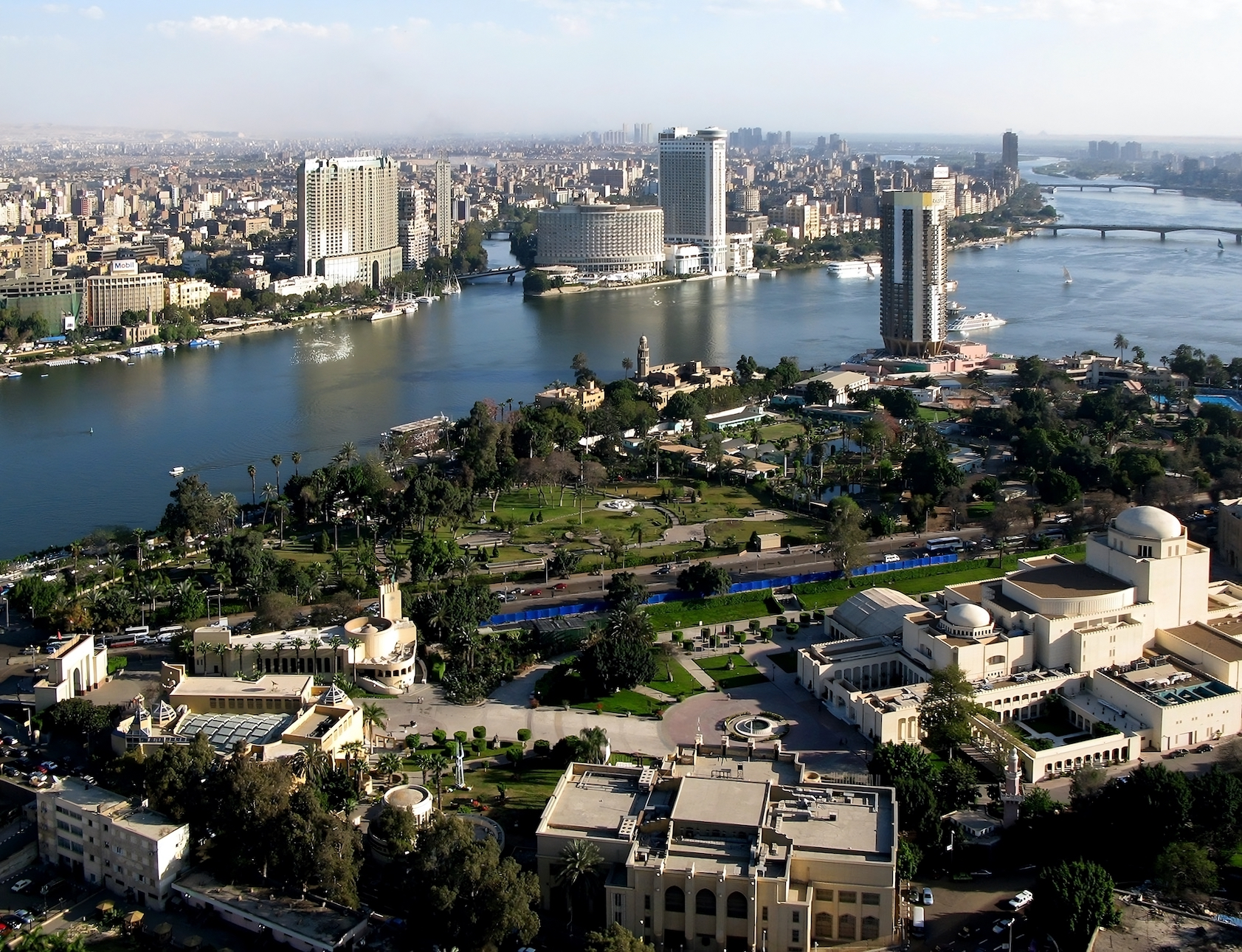
صورة لمدينة القاهرة.

ليس هناك تعريف متفق عليه، إلا أن هناك مميزات غالبا ما تكون موجودة إما كلها أو بعض منها في المدينة:

### الحكومة
للمدينة حكومة أو نظام إداري للحكم فيها، هذه الصفة شرط من شروط المدينة ولا تخلو منها أي مدينة. النظام الإداري فيها يعتمد على أجهزة حكم على عكس القرى والبلدات الصغيرة التي يعتمد النظام الإداري فيها على أنظمة اجتماعية مثل النظام العشائري أو الاتفاق بين سكان القرية.
مدينة الوركاء في العراق من أوائل الأمثلة على ذلك، ما أن تطور نظام حكم وظهر ملك فيها حتى أصبحت مدينة كاملة، وذلك في العام 5200 ق.م..

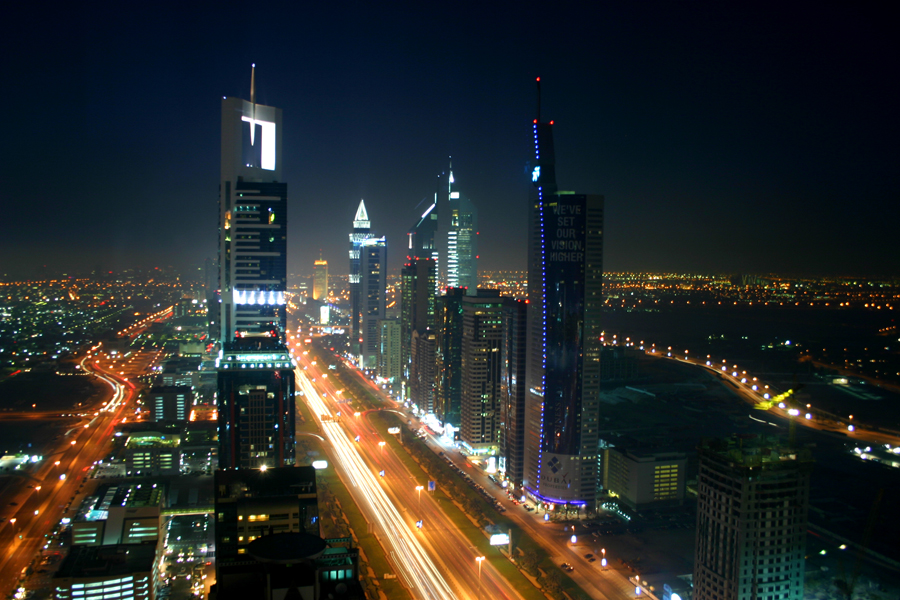
مدينة دبي ليلًا.

### الكثافة السكانية

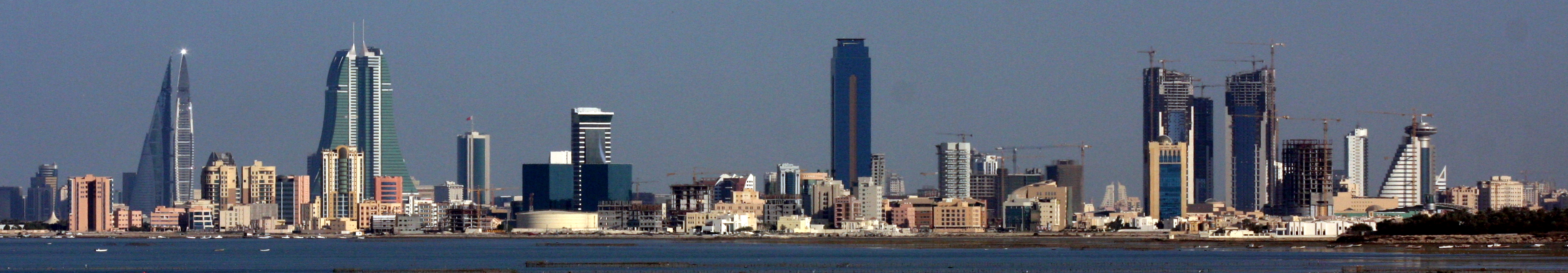
مدينة المنامة.

بصورة عامة، تعدّ أقل كثافة سكانية في المدن هي 2000 نسمة/كم2، ما دون ذلك تعدّ هذه الكثافة أقل من كثافة المدن. لا تؤثر المساحة كثيرا بالرغم من كون المدن غالبا كبيرة إلا أن كثرة السكان فيها يجعل كثافتها عالية.

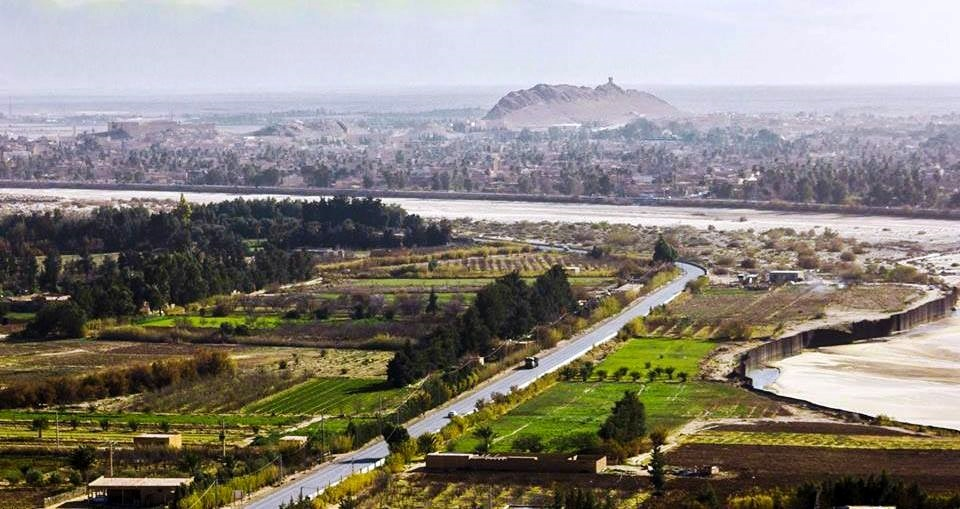
مدينة الأغواط.

### التنوع الاقتصادي
بخلاف القرى التي يعمل معظم سكانها في نفس المهنة أو في مهن لها علاقة (مثلا، الزراعة وما يتعلق بها من رعي وتجارة المواشي، الطحن والخبز، تصنيع أدوات الزراعة، تصنيع السماد...إلخ)، يعتمد سكان المدن على نشاطات مختلفة في معاشهم وتكثر فيها التجارة والخدمات. بعض المدن قد تعتمد على مصدر وحيد أو أساسي للاقتصاد كالنفط مثلا، إلا أن السكان غالبا ما يمارسون مختلف النشاطات الاقتصادية كالتجارة والصناعة والحرف والبناء والمهن المتخصصة.

### حي الأعمال المركزي
المدينة لها على الأقل مركز واضح واحد يسمى حي الأعمال المركزي أو مركز المدينة أو وسط البلد أو غيرها من التعبيرات حسب الدولة مع اتساع وكبر المركز مثل مدينة دمشق ؛ بعض المدن لها أكثر من مركز مثل بغداد التي لها أربعة مراكز تاريخية. غالبا ما يكون مركز المدينة في وسطها، إلا أنه في بعض الأحيان يكون المركز في أحد الأطراف أو الجوانب وغالبا ما يكون ذلك في المدن التي تقع على أرض لها ميزات جغرافية محددة كأن تكون ميناء فيقع المركز قرب الميناء أو أن تكون على حافة جبل فيمنع الجبل توسعها من إحدى الجهات.
حي الأعمال المركزي غالبا ما يكون أكثر مناطق المدينة كثافة وتتركز فيه الأعمال المهمة والتجارة وأسواق الجملة. غالبا ما يكون أيضا أكثر أحياء المدينة قدما إلا أن ذلك ليس شرطا إذ أن حي الأعمال قد يغير موقعه خلال الزمن بتغير الاقتصاد والسياسة.

## مشاكل وتحديات
بالرغم من كون المدن مركزا جاذبا للناس إلا أن كثرة الكثافة تأتي بتحديات كبيرة قد لا تواجهها القرى والنواحي. تصف جين جايكوبز المدينة بأنها تجمع للغرباء، وهذه تخلق اختلافات بين البنية الاجتماعية للمدينة عن تلك للقرية. أهم المشاكل التي عانت منها المدن منذ القدم هي الأمن والطبقات الاجتماعية والاختلافات الاقتصادية الواضحة بين الناس والخلافات السياسية حول السلطة والحكم.
في العصر الحديث يمكن إضافة مجموعة أخرى من المشاكل والتحديات تشمل الزحام المروري والتلوث البيئي وظهور العشوائيات.

### مميزات المدينة الحديثة عن القرية والبادية
تتميز المدينة عن القرية والبادية في أنها أعلى منهما في الكثافة السكانية، واحتوائها على أغلب ضرويات الحياة والمرافق الخدماتية.